# Jiří Prskavec (canoista 1993)
Jiří Prskavec (Mělník, 18 maggio 1993) è un canoista ceco, specializzato nel kayak slalom, campione olimpico a Tokyo 2020 nel K1 e vincitore del bronzo Rio de Janeiro 2016 nella stessa disciplina.

## Biografia
È figlio del caiachista Jiří Prskavec, che prese parte ai Giochi olimpici di Atlanta 1996 e Sydney 2000.
Si è messo in mostra ai Giochi olimpici giovanili di Singapore 2010, dove ha vinto il bronzo nel K1.
Ai Giochi olimpici estivi di Rio de Janeiro 2016 ha guadagnato il bronzo nel K1, alle spalle del britannico Joseph Clarke e dello sloveno Peter Kauzer. Si è laureato campione olimpico a Tokyo 2020 nel K1, precedendo sul podio lo slovacco Jakub Grigar e il tedesco Hannes Aigner.
Alla sua terza apparizione olimpica di Parigi 2024 si è classificato 9º nel Canoa/kayak ai Giochi della XXXIII Olimpiade - Slalom K1 maschile.

## Palmarès
- Olimpiadi

Rio de Janeiro 2016:  Bronzo nel K1.
Tokyo 2020:  Oro nel K1.
- Mondiali

Praga 2013: argento nel K1.
Deep Creek Lake 2014: argento nel K1 a squadre.
Londra 2015: oro nel K1 e nel K1 a squadre.
Pau 2017: oro nel K1 a squadre.
- Europei

La Seu d'Urgell 2011: bronzo nel K1.
Cracovia 2013: oro nel K1 e nel K1 a squadre.
Vienna 2014: oro nel K1.
Liptovský Mikuláš 2016: oro nel K1 e nel K1 a squadre.
Tacen 2017: oro nel K1 a squadre e bronzo nel K1
- Giochi olimpici giovanili

Singapore 2010: bronzo nel K1.